# Mieczysław Klimowicz
Mieczysław Klimowicz (ur. 14 grudnia 1919 w Sokalu, zm. 26 sierpnia 2008 we Wrocławiu) – polski historyk literatury, profesor i rektor Uniwersytetu Wrocławskiego, członek rzeczywisty PAN, poseł na Sejm PRL VI kadencji.

## Życiorys
W czasie drugiej wojny światowej walczył w kampanii wrześniowej, gdzie dostał się do niewoli sowieckiej i wywieziony został do łagru w Talicach. W listopadzie 1939 przewieziony do więzienia w Baranowiczach, skąd uciekł. Następnie wstąpił do ZWZ i AK. Od czerwca 1940, podczas okupacji niemieckiej, przebywał w Bełżcu, biorąc udział w akcjach Armii Krajowej w oddziale Karola Kosteckiego. 21 lipca 1944 uczestniczył w wyzwoleniu przez AK Bełżca i wspólnie AK z Armią Czerwoną Tomaszowa Lubelskiego. Zamieszkał u ciotki Julii Pępiak, Sprawiedliwej wśród Narodów Świata, przechowującej żydowską matkę z dzieckiem – Salomeę Helman z córką Bronią. Walczył m.in. w Puszczy Solskiej, a od 1945 do 1947 był żołnierzem WiN. Jako żołnierz WiN dowodził kompanią walczącą na obszarze lubelskim, brał m.in. we wrześniu 1945 w udanej akcji ataku na więzienie UB w Tomaszowie Lubelskim i odbiciu tamtejszych więźniów.
Po ujawnieniu się wyjechał we wrześniu 1947 do Wrocławia, gdzie podjął studia polonistyczne na Uniwersytecie Wrocławskim. Od 1953 pracował w Instytucie Badań Literackich PAN w Warszawie, a w okresie 1975–1981 kierował tą placówką naukową. W latach 1987–1990 był rektorem Uniwersytetu Wrocławskiego, on też przeforsował usunięcie nazwy UWr imienia Bolesława Bieruta. Pełnił także funkcje prorektora tej uczelni (1972–1975) oraz dziekana Wydziału Filologicznego Uniwersytetu Wrocławskiego (1969–1972). Podczas VI kadencji (1972–1976) był bezpartyjnym posłem na Sejm.
Głównym obszarem badań Mieczysława Klimowicza były literatura i teatr polskiego Oświecenia. Jest autorem przeszło 150 publikacji naukowych.
Jako członek zarządu Association Internationale de Littérature Comparée w latach 1982–1989 organizował konferencje międzynarodowe i prowadził działalność mającą na celu wprowadzenie do nauki światowej osiągnięć polskiego literaturoznawstwa. Otrzymał doktorat honoris causa uniwersytetu w Lille (1989) i Uniwersytetu Wrocławskiego (2000). Otrzymał Krzyż Oficerski i Kawalerski Orderu Odrodzenia Polski, a także Srebrny Krzyż Zasługi. Został też Oficerem oraz Kawalerem francuskiego Orderu Palm Akademickich.
Pochowany na Cmentarzu Osobowickim we Wrocławiu.

## Najważniejsze książki
- Prekursorzy Oświecenia (1953, współautor Roman Kaleta). Wyd. Ossolineum
- Początki teatru stanisławowskiego (1965). Państwowy Inst. Wydawniczy.
- synteza Oświecenie (pierwsze wydanie 1972). Państwowe Wyd. Naukowe (wydania także w: 1975, 1977, 1980, 2002)
- Literatura Oświecenia. PWN 1988